# Западно-Африканская платформа
Западно-Африканская платформа — древняя протоплатформа и относительно устойчивый участок земной коры. Она образовалась 2-2,1 млрд лет назад путём слияния трех архейских платформ: Лео-Ман-Гана, Таудени и Регибат. Платформа охватывает территорию 14 стран Западной Африки. 
Площадь примерно 3,5 млн км². Платформу иногда называют Сахара. В конце архея она объединилась в состав Африканской платформы.